# Lipniki (rejon piński)
Lipniki (biał. Ліпнікі; ros. Липники) – wieś na Białorusi, w obwodzie brzeskim, w rejonie pińskim, w sielsowiecie Bobryk.
Słownik geograficzny Królestwa Polskiego z II poł. XIX w. opisuje wieś jako położoną w głuchej, bezludnej miejscowości.
W dwudziestoleciu międzywojennym leżały w Polsce, w województwie poleskim, w powiecie pińskim, w gminie Dobrosławka. Po II wojnie światowej w granicach Związku Sowieckiego. Od 1991 w niepodległej Białorusi.